# جولیا (فیلم ۲۰۰۸)
جولیا (به انگلیسی: Julia) نام فیلمی فرانسوی از اریک زونکا است که سال ۲۰۰۸ با الهام از فیلم گلوریای جان کاساوتیس ساخته شد.